# Ургуль
Ургуль (рос. Ургуль) — присілок у Сєверному районі Новосибірської області Російської Федерації.
Входить до складу муніципального утворення Остяцька сільрада. Населення становить 85 осіб (2010).

## Історія
Згідно із законом від 2 червня 2004 року органом місцевого самоврядування є Остяцька сільрада.

## Населення
| 1926 | 2002 | 2007 | 2010 |
| ---- | ---- | ---- | ---- |
| 242  | ↘108 | →108 | ↘85  |